# 下慎之介
下慎之介（日语：／ Shimo Shinnosuke，2002年6月18日—）是一名出身於日本群馬縣高崎市的棒球選手，司職投手，目前效力於日本職棒東京養樂多燕子。

## 個人情報

### 背號
- 019（2021年－）

## 外部連結
- 下慎之介在日本職棒（英语）
- 下慎之介在Baseball-Reference.com（小聯盟以及海外聯盟）（英语）